# Justice (Wirginia Zachodnia)
Justice – jednostka osadnicza w Stanach Zjednoczonych, w stanie Wirginia Zachodnia, w hrabstwie Mingo.